# Сатир евксинський
Сатир евксинський (Pseudochazara euxina) — вид комах з родини Satyridae. Єдиний ендемічний представник численного роду у фауні України.

## Морфологічні ознаки
Розмах крил — 46-58 мм. Візерунок крил самця та самиці майже ідентичний, переважно коричнево-бурого кольору. Обидві пари крил з широкими помаранчево-вохристими смугами та темними жилками на них. На передніх крилах на цих смугах розташовані по дві великі очкові плями з білим центром. У нижній частині смуги заднього крила є невеличка очкова плямка також із білим центром.

## Поширення
Кримський півострів (південні схили Ай-Петринської та Ялтинської яйл, північно-східні макросхил Бабуганяйли понад Чучельским перевалом, південні відроги верхнього плато Чатир-Дагу). Загальний відомий ареал виду не перевищує 200 га.

## Особливості біології
Стенобіонтний вид. Пристосований до дуже своєрідних біотопів: вапнякових осипів та щебнисто-кам'янистих досить крутих схилів із слабко розвинутим рослинним покривом (проективний покрив до 50 % та нижче). Дає одну генерацію на рік. Літ метеликів триває з кінця червня до середини вересня, активні винятково за сонячної погоди. Відносно рідко спостерігаються невеликі (не далі декількох десятків метрів) поодинокі кормові міграції на квітучу рослинність лук углиб плоскогір'я яйли. Найбільш імовірна кормова рослина гусені — пирій щетинистий (Elytrigia strigosa).

## Загрози та охорона
Охороняється у Ялтинському гірськолісовому та Кримському ПЗ. Доцільно створити ентомологічний заказник у місці мешкання цього виду на південних відрогах Чатир-Дагу.